# Bouhy
Bouhy is een gemeente in het Franse departement Nièvre (regio Bourgogne-Franche-Comté) en telt 454 inwoners (2009). De plaats maakt deel uit van het arrondissement Cosne-Cours-sur-Loire.
Bij het gehucht Cosme bevindt zich de Chapelle Sainte-Anne.

## Geografie
De oppervlakte van Bouhy bedraagt 35,4 km², de bevolkingsdichtheid is 12,5 inwoners per km².
De onderstaande kaart toont de ligging van Bouhy met de belangrijkste infrastructuur en aangrenzende gemeenten.

## Demografie
Onderstaande figuur toont het verloop van het inwonertal (bron: INSEE-tellingen).